# Primăria veche din Timișoara
Primăria veche din Timișoara este un monument istoric aflat pe teritoriul municipiului Timișoara.